# Gnathoweisea planiceps
Gnathoweisea planiceps is een keversoort uit de familie lieveheersbeestjes (Coccinellidae). De wetenschappelijke naam van de soort is voor het eerst geldig gepubliceerd in 1899 door Casey.